# Microsoft Band

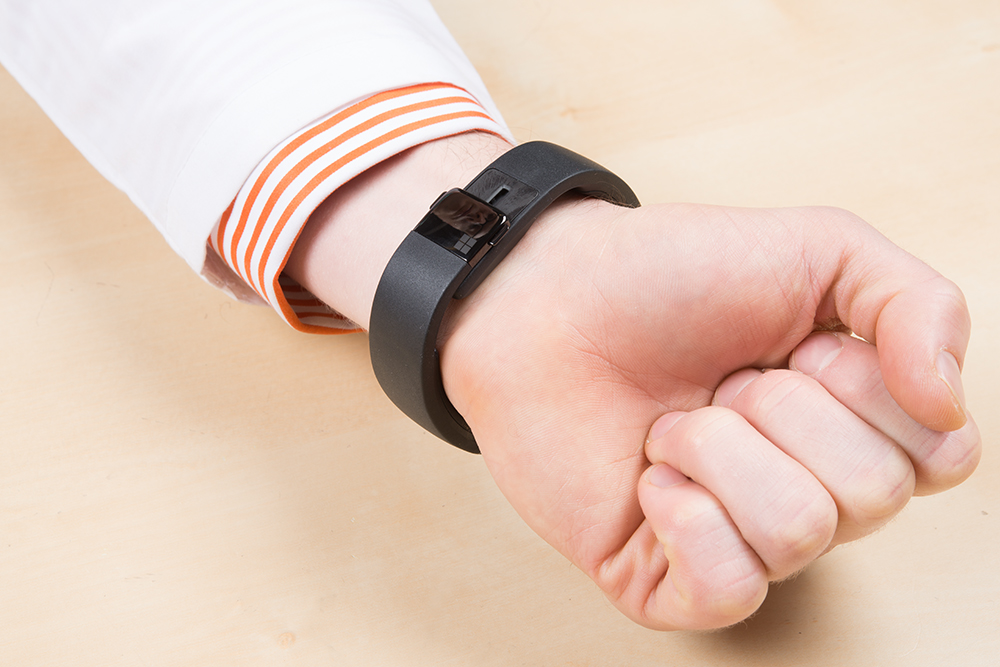
Fermall de Microsoft Band

La Microsoft Band és un seguidor d'activitat amb característiques de rellotge intel·ligent creat i desenvolupat per Microsoft. Va ser anunciada el 29 d'octubre de 2014. La Microsoft Band incorpora un seguiment de l'aptitud i capacitats orientades a la salut i s'integra amb telèfons intel·ligents Windows Phone, iOS, i Android utilitzant una connexió Bluetooth.

## Història
La Microsoft Band es va anunciar per Microsoft el 29 d'octubre de 2014 i llançat en quantitats limitades en Estats Units l'endemà. La Band inicialment només es venien a la web de Microsoft Store i punts de venda i a causa de la seva inesperada demanda i popularitat, es va esgotar en el primer dia en què va ser posat a la venda i escassejà a les compres de nadal de 2014 als minoristes Best Buy, Target, i Amazon.
El 3 d'octubre de 2016, Microsoft va aturar les vendes i el desenvolupament de la línia de dispositius. El 31 de maig de 2019, l'aplicació complementària de Band es va donar de baixa i Microsoft va oferir un reemborsament als clients que eren usuaris actius de la plataforma durant tota la vida.

## Característiques
La Microsoft band incorpora deu sensors dels quals només vuit estan documentats a la pàgina de productes de Microsoft:
1. Monitor de ritme cardíac òptic
2. Acceleròmetre en tres eixos
3. Giròmetre
4. GPS
5. Micròfon
6. Sensor de llum ambiental
7. Sensor de resposta galvànica de la pell
8. Sensor UV
9. Sensor de temperatura de la pell
10. Sensor capacitiu

La Band té una bateria que pot funcionar durant dos dies amb una càrrega completa. El dispositiu parcialment es basa en l'aplicació que l'acompanya Microsoft Health, que està disponible per a Windows Phone 8.1, Android 4.3+, i iOS 7.1+ mestres el Bluetooth està actiu.
Tot i estar dissenyat com un rastrejador de fitness, la Band té nombroses característiques de rellotge intel·ligent, com ara construïda amb aplicacions (anomenades Tiles) com Activitat física, UV, Alarma i Temporitzador, Trucades, Missatges, Calendari, Facebook, Temps atmosfèric i més.
La Band funciona amb qualsevol dispositiu amb Windows Phone 8.1. Si es combina amb un dispositiu amb Windows Phone 8.1 Update 1, Cortana estarà disponible (si són compatibles), encara que per a algunes de les característiques encara cal utilitzar directament el telèfon.
Aquesta Update 1 que s'inclou amb el microprogramari Lumia Denim per als telèfons intel·ligents Microsoft Lumia. Els usuaris també poden veure més recentment les notificacions en el seu telèfon utilitzant la rajola del Centre de Notificacions.
El dispositiu funciona com una forma de promoure el programari de Microsoft i autoritzar als desenvolupadors i als OEMs.